# Сергий (Веснин)
Иеросхимонах Сергий (в малой схиме Серафим, в миру Семён Авдиевич Веснин; 27 сентября (8 октября) 1814, село Пищальское, Орловский уезд, Вятская губерния — 17 (29) декабря 1853, Афон) — иеромонах Русской православной церкви, путешественник по святым местам. Автор повествований об Афоне под псевдонимом Святогорец.

## Биография
Родился Семён (в крещении Симеон) Веснин 27 августа 1814 года в большой семье своего отца, дьячка Авдия Евсигниевича Веснина. Детство и юношество прошли в селе Пищальском.
Окончил Вятское духовное училище, Вятскую духовную семинарию и по окончании курса поступил в село Ацвежское Котельнического уезда священником, но вскоре овдовел и постригся в монашество с именем Серафим.
Исправлял должность казначея при Вятском архиерейском доме и два года законоучительствовал в начальном училище.
Известен как путешественник по святым местам и автор многих сочинений о святых местах, писавший под именем «Святогорец».
Принял схиму с именем Сергий. Умер на Афоне 17 декабря 1853 года.
Известны его: «Письма с Афона», в двух частях; «Путеводитель по святой Афонской горе»; «Дневник, келейные записки, записка о Пантелеймоновском монастыре», изданные после его смерти; стихотворения: «Кающийся», «Наша Пасха», шутливая поэма «Вани-вятчане» и другие.

## Память
В 2021 году в притворе Свято-Троицкой церкви села Пищальского и на памятном кресте в селе Ацвежском были установлены мемориальные таблички с упоминанием имени Сергия Святогорца.

## Издания
- Вани-вятчане: Рассказы бабушки [в стихах]. (Соч. Веснина. 1835.) (Ред. и предисл. Н. Н. Блинова). — Москва: С. Дороватовский и А. Чарушников, 1913. — 88 с.
- Письма Святогорца к друзьям своим о святой горе Афонской. — М., [1993?]. — 531, VIII с.: ил. Репринт. изд. Вых. дан. ориг.: М.: Типо-литогр. И. Ефимова, 1895.
- Мои келейные записки: Рассказы Святогорца о необыкнов. происшествиях, запис. им со слов очевидцев. — М.: Ред. Скит, [1996?]. — 44 с., [2] л. ил.
- Вани-вятчане: Рассказы бабушки (Ред. Н.Н. Блинова). — Вятка: ИПП "Информ. центр", 1997. — 63 с.: ил., портр.; ISBN 5-85993-035-6
- Вани-Вятчане: рассказы бабушки. — Киров: Альфа-Ком, 2012. — 159 с.: ил.; ISBN 978-5-903784-30-1
- Вани-вятчане. Рассказы бабушки (В редакции Н. Н. Блинова). — Предислов. В. Н. Алексеева. Худож. В. М. Максимов. Владимир: 2021. — 67 с.; 30 экз. [Книга издана на средства Н. Г. Шубиной, праправнучки В. А. Веснина]